# Udo Jürgens
Udo Jürgens, vlastním jménem Udo Jürgen Bockelmann (30. září 1934, Klagenfurt, Rakousko – 21. prosince 2014, Münsterlingen, Švýcarsko) byl rakouský zpěvák a skladatel z oblasti popmusic, jehož popularita trvala více než 50 let. Jeho první významný hit „Jenny“ vyšel v roce 1959 a okamžitě obsadil první příčky německé i rakouské hitparády.
V roce 1992 jeho koncert ve Vídni navštívilo 220 000 diváků, což je jedna z nejvyšších účastí v Evropě.
Složil více než 900 písní a prodal okolo 105 miliónů nosičů, čímž se zařadil mezi nejúspěšnější světové hudebníky. Jeho hity jako Ein ehrenwertes Haus, Siebzehn Jahr, blondes Haar nebo Ich war noch niemals in New York jsou považovány za evergreeny, a dočkaly se několika cover verzí. Udo Jürgens se v roce 1978 přestěhoval z rakouského Kitzbühelu do Curychu a od roku 2007 byl švýcarským občanem. Stejně tak v tomtéž roce změnil i svůj management. Hanse R. Beierleina, který dodnes tvrdí, že ho objevil a udělal z něj světovou hvězdu, nahradil Freddym Burgerem, žijícím v Curychu, který jeho další kariéře velice pomohl a byl jeho výhradním manažerem.
Příznivý ohlas u dětského publika zaznamenalo nazpívání úvodní znělky německé verze amerického animovaného seriálu Tom a Jerry Vielen Dank für die Blumen (1981).
V roce 1967 si zahrál sám sebe v prvním dílu seriálu Československé televize Píseň pro Rudolfa III. s písněmi Sag mir wie a Nobody Knows. V tomtéž roce složil píseň "Tausend Fenster" pro mezinárodní hudební soutěž Velká cena Eurovize, interpretem jeho skladby na této soutěži byl Karel Gott. Tuto soutěž vyhrál Udo Jürgens v roce 1966 s písní Merci, Chérie.
Jeho koncerty v rámci pravidelných turné po německy mluvicích zemích byly beznadějně vyprodané, jeho turné s názvem „Einfach ich“ získalo takovou přízeň publika, že byla spontánně prodloužena do konce roku 2009.
Spolupracoval se špičkovými evropskými a světovými textaři, mezi něž patří například Michael Kunze, Uli Heuer, Don Black nebo Filip Albrecht.
Při nedělní procházce v Gottliebenu u Bodamského jezera byl postižen selháním srdce a po neúspěšných oživovacích pokusech zemřel v kantonální nemocnici Münsterlingen. Na začátek roku 2015 plánoval další pokračování svého posledního turné s názvem Mitten im Leben (Uprostřed života).

## Rodina
- bratr Manfred Bockelmann (* 1943) je malíř
- dcera z prvního manželství Jenny Jürgensová (* 1967) je herečka
- strýc Werner Bockelmann (1907–1968) byl starostou Frankfurtu nad Mohanem v letech 1957–1964